# 국무총리대신

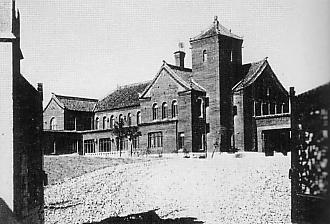
국무총리대신 관저

국무총리대신(國務總理大臣)은 만주국 황제의 보좌기관인 국무원의 장의 관직명이다. 일본 제국의 내각총리대신에 해당한다. 1934년(강덕 원년) 푸이의 황제 즉위에 즈음하여 국무원 총리에서 명칭이 변경되었다. 국가원수인 황제에 의해 임명되지만, 만주국 자체가 일본 제국의 관동군의 통제에 있었기 때문에 실질적인 권력은 없었다. 국무총리대신은 만주국 협화회 회장과 건국대학 총장(학장)을 겸직했다. 직무 권한에 근거하는 사무를 처리하기 위한 보좌기관으로 총무청을 가지고 있었다.

## 역대 국무원 총리 일람
| 대 | 이름     | 이름 | 재임기간                         | 소속정당      | 집정 |
| -- | -------- | ---- | -------------------------------- | ------------- | ---- |
| 1  | 정샤오쉬 |      | 1932년 3월 9일 ~ 1934년 2월 28일 | 만주국 협화회 | 푸이 |

## 역대 국무총리대신 일람
| 대 | 이름     | 이름 | 재임기간                          | 소속정당      | 황제 |
| -- | -------- | ---- | --------------------------------- | ------------- | ---- |
| 1  | 정샤오쉬 |      | 1934년 3월 1일 ~ 1935년 5월 21일  | 만주국 협화회 | 푸이 |
| 2  | 장징후이 |      | 1935년 5월 22일 ~ 1945년 8월 18일 | 만주국 협화회 | 푸이 |